# Suicide Squad: Kill the Justice League
Suicide Squad: Kill the Justice League — відеогра в жанрі пригодницького бойовика, розроблена Rocksteady Studios і видана Warner Bros. Interactive Entertainment. Вона є п'ятою основною частиною в серії Batman: Arkham і першою, де Бетмен не є протагоністом. Сюжетна історія, що відбувається в  Метрополісі, оповідає про антигеройський Загін самогубців, який має зупинити інопланетного загарбника Брейніака і членів Ліги справедливості, розумом яких той заволодів. Ігровий процес має управління від третьої особи, через яке гравці контролюють Гарлі Квінн, Дедшота, Капітана Бумеранга або Короля Акул. Kill the Justice League випущена для Microsoft Windows, PlayStation 5 та Xbox Series X/S у лютому 2024 року.

## Ігровий процес
Suicide Squad: Kill the Justice League є відеогрою від третьої особи в жанрі пригодницького бойовика з елементами шутера, дії якої відбуваються у відкритому світі Метрополіса. У грі представлено четверо ігрових персонажів — Гарлі Квінн, Дедшот, Капітан Бумеранг і Король Акул — кожен із яких має свої особливі навички. Гравці використовують ближній бій і різноманітну вогнепальну зброю, щоби битися з ворогами. Під час проходження гравці отримують різний лут та спорядження, яке можна покращити для посилення характеристик персонажів, тим самим підвищивши загальний рівень спорядження, що відкриває доступ до місій вищого рівня. Крім того, у грі є бойовий пропуск для косметичних предметів, як-от костюми. На додаток до однокористувацького режиму, під час якого гравець може перемикатися між персонажами, у той час як інші керуються штучним інтелектом, Kill the Justice League також має кооперативний багатокористувацький режим для чотирьох гравців. Гра вимагає постійного онлайн-з'єднання для доступу.

## Синопсис
Kill the Justice League відбувається у всесвіті Аркгем, започаткованому в серії Batman: Arkham, через деякий час після подій Batman: Arkham Knight (2015). Аманда Воллер створює оперативну групу під назвою Загін самогубців, що складається з чотирьох в'язнів лікарні Аркгем — Гарлі Квінн, Дедшота, Капітана Бумеранга та Короля Акул, які відправляються на таємну місію до Метрополіса. Після прибуття до міста виявляється, що інопланетний загарбник Брейніак вторгся на Землю й заволодів розумом її мешканців, включно з членами Ліги справедливості — Суперменом, Флешем і Зеленим ліхтарем. Загін має самотужки врятувати світ, вбивши Лігу й зупинивши Брейніака.

## Розробка й випуск
У липні 2010 року Джефф Джонс, тодішній головний креативний директор DC Comics, анонсував проєкт за мотивами коміксів про Загін самогубців, описавши його як «наджорсткий». У лютому 2012 року він повідомив, що гра вже перебуває на стадії виробництва, а її концепція полягає в тому, що будь-який із головних персонажів може загинути. У 2013 році Загін було згадано під час сцени після титрів у Batman: Arkham Origins, а також у Batman: Arkham Origins Blackgate. Згодом повідомлялося, що проєкт розробляється студією WB Games Montréal, яка працювала над Arkham Origins, але ця інформація не була офіційно підтверджена. За даними журналіста Джейсона Шраєра, гра від WB Games Montréal була скасована у грудні 2016 року.
Rocksteady Studios, яка створила серію Batman: Arkham і більшість її частин, почала працювати над багатокористувацькою грою за новою інтелектуальною власністю після випуску Batman: Arkham VR (2016). Проте, наступного року студії було доручено зайнятися виробництвом Suicide Squad. 7 серпня 2020 року Rocksteady повідомила про повноцінний анонс проєкту на комік-коні DC FanDome пізніше 22 серпня, коли було показано дебютний трейлер та оголошено деякі деталі. Сефтон Гілл і Аксель Рідбі є креативним та ігровим директорами відповідно, тоді як Девід Геґо є художнім директором. Проєкт стане останьою працею Гілла для Rocksteady, адже він вирішив залишити студію після завершення розробки. Unbroken Studios займається додатковою розробкою. Кевін Конрой озвучив Бетмена, востаннє перед своєю смертю в листопаді 2022 року. Метрополіс, який є основним сетингом, удвічі перевищує масштаб Ґотема в Arkham Knight, минулому проєкті студії. Гра створюється на основі ігрового рушія Unreal Engine 4. Версія для PlayStation 5 використовує такі особливості консолі, як технологію об'ємного звуку Tempest 3D AudioTech.
У 2021 році були представлені трейлери сюжетної історії та ігрового процесу. У грудні 2022 року було показано черговий трейлер було показано під час церемонії The Game Awards. У лютому 2023 року було представлено трейлер кооперативного ігрового процесу, який був негативно сприйнятий частиною ігровою спільноти за передбачувану сервісну модель Suicide Squad. У листопаді студія випустила відео, присвячене сюжету та ігровому процесу. Наступного року Suicide Squad отримала номінацію на премію Golden Joystick Awards як найбажаніша гра. Вона буде випущена 2 лютого 2024 року для Microsoft Windows, PlayStation 5 та Xbox Series X/S; раніше випуск було перенесено з 2022-го на травень 2023-го. Пізніше буде випущено комікс Suicide Squad: Kill Arkham Asylum, який є приквелом до події в грі. Після випуску Kill the Justice League студія планує доповнювати її таким контентом, як нові персонажі, місії та зброя. Гра отримає спеціальне видання, яке містить костюми та зброю для персонажів, і деякі інші внутрішньоігрові предмети. Передзамовлення будь-якого видання також надаватиме костюми, а у випадку зі спеціальним виданням — ранній доступ до гри за три дні до випуску.